# NGC 5522
NGC 5522 este o galaxie activă situată în constelația Boarul. A fost descoperită în 19 martie 1787 de către William Herschel. Se află la o distanță de 64,57 de megaparseci de Pământ.